# Alekseï Spiridonov (volley-ball)
Pour les articles homonymes, voir Alekseï Spiridonov et Spiridonov.
Alekseï Aleksandrovitch Spiridonov (en russe : Алексей Александрович Спиридонов) est un joueur russe de volley-ball né le 26 juin 1988 à Toula (oblast de Toula, alors en URSS). Il mesure 1,96 m et joue réceptionneur-attaquant. Il totalise 38 sélections en équipe de Russie.

## Clubs
| Club                | De        | À         |
| ------------------- | --------- | --------- |
| Iskra Odintsovo     | 2005-2006 | 2011-2012 |
| Oural Oufa          | 2012-2013 | 2012-2013 |
| Fakel Novy Ourengoï | 2013-2014 | …         |

## Palmarès
- Ligue mondiale (2)
  - Vainqueur : 2011, 2013
- World Grand Champions Cup
  - Finaliste : 2013
- Championnat d'Europe (1)
  - Vainqueur : 2013
- Championnat d'Europe des moins de 21 ans (1)
  - Vainqueur : 2006
- Coupe de la CEV
  - Finaliste : 2010
- Challenge Cup
  - Finaliste : 2013
- Championnat de Russie
  - Finaliste : 2009, 2013